# AVIzlib
『AVIzlib』は大島賢治によって開発されたフリーのVFW用ビデオコーデック。LCL (Loss-Less Codec Library) に含まれている。
fourccはZLIB。
現在は開発が中断している。

## 特徴
- 可逆圧縮なので元データからの画質劣化は無い。
- バージョン2.2.0より新機能のPNGフィルタを実装。
- マルチスレッドモード対応。
- ffdshowも対応している。

## 対応OS
Windows NT 4.0/95/98/2000

## 利用例
- CGムービーなどの中間フォーマット用

## コンテナ形式
従来のVFWコーデック同様にAVIやMKV等に格納することが可能。
- (ZLIB+PCM).avi